# BKCP-Powerplus/2012
Deze pagina geeft een overzicht van de BKCP-Powerplus-wielerploeg in 2012. 

## Algemene gegevens
- Sponsors: BKCP, Powerplus
- Algemeen manager: Philip Roodhooft
- Ploegleider: Christoph Roodhooft
- Fietsmerk: Colnago
- Kleding: Craft
- Kopman: Niels Albert

## Renners
| Naam                   | Geboortedatum | Nationaliteit | Ploeg 2011      | Opmerking |
| ---------------------- | ------------- | ------------- | --------------- | --------- |
| Jens Adams             | 05-06-1992    | België        |                 |           |
| Niels Albert           | 05-02-1986    | België        |                 |           |
| Wietse Bosmans         | 30-12-1991    | België        |                 |           |
| Marcel Meisen          | 08-01-1989    | Duitsland     | Merckx-Indeland |           |
| Lubomír Petruš         | 17-07-1990    | Tsjechië      |                 |           |
| Radomír Šimůnek        | 06-09-1983    | Tsjechië      |                 |           |
| David van der Poel     | 15-07-1992    | Nederland     |                 |           |
| Dieter Vanthourenhout  | 20-06-1985    | België        |                 |           |
| Michael Vanthourenhout | 10-12-1993    | België        | Neo             |           |
| Gianni Vermeersch      | 19-11-1992    | België        |                 |           |
| Philipp Walsleben      | 19-11-1987    | Duitsland     |                 |           |

## Overwinningen op de weg
| Mi-Août en Bretagne 4e etappe: Marcel Meisen |

Mannen: 2009 · 2010 · 2011 · 2012 · 2013 · 2014 · 2015 · 2016 · 2017 · 2018 · 2019 · 2020 · 2021 · 2022 · 2023 · 2024 · 2025
Vrouwen: 2020 · 2021 · 2022 · 2023 · 2024 · 2025